# Линц (футбольный клуб)
«Линц» (нем. FC Linz) — прекративший существование австрийский футбольный клуб из одноимённого города. Клуб основан 30 июня 1946 года, под именем «СВ Эйсен унд Шталь 1946 Линц», своё последнее название носил с 1993 года. Домашние матчи проводил на стадионе «Линцер», вмещавшем 18 000 зрителей. В австрийской Бундеслиге клуб дебютировал в 1969 году, после победы в региональной лиге. Своего наибольшего достижения «Линц» добился в сезоне 1973/74, когда стал чемпионом Австрии. В 1988 году «Линц» впервые вылетел из Бундеслиги, но вернулся в неё в 1991 году и выступал в ней вплоть до своего расформирования. В 1997 году в связи с серьёзными финансовыми проблемами клуб был вынужден влиться в своего извечного соперника клуб ЛАСК. В том же году был образован клуб «Блау-Вайсс Линц», который позиционирует себя как преемник оригинального «Линца». В 2013 году был образован клуб «Шталь Линц», играет в низших дивизионах на региональном уровне.

## Прежние названия клуба
- 1946—1949 «СВ Эйсен унд Шталь 1946 Линц»
- 1949—1978 «СК ФЁЭСТ Линц»
- 1978—1991 «СК ФОЭСТ Линц»
- 1991—1993 «ФК Шталь Линц»
- 1993—1997 «ФК Линц»

## Достижения
- Чемпионат Австрии по футболу:
  - Чемпион (1): 1973/74
  - Вице-чемпион (2): 1974/75, 1979/80
- Кубок Австрии по футболу:
  - Финалист (2): 1977/78, 1993/94

## Выступления в еврокубках
| Сезон   | Соревнование    | Раунд | Страна                   | Клуб             | Дома | В гостях | Сумма 2х встреч |
| ------- | --------------- | ----- | ------------------------ | ---------------- | ---- | -------- | --------------- |
| 1972/73 | Кубок УЕФА      | 1     | Флаг ГДР                 | Динамо (Дрезден) | 2:2  | 0:2      | 2:4             |
| 1974/75 | Кубок чемпионов | 1     | Флаг Испании (1945—1977) | Барселона        | 0:0  | 0:5      | 0:5             |
| 1975/76 | Кубок УЕФА      | 1     | Флаг Венгрии             | Вашаш            | 2:0  | 0:4      | 2:4             |
| 1980/81 | Кубок УЕФА      | 1     | Флаг Чехословакии        | Зброёвка         | 0:2  | 1:3      | 1:5             |